# Mîlnîkî, Nijîn
Mîlnîkî (în ucraineană Мильники) este un sat în comuna Kolisnîkî din raionul Nijîn, regiunea Cernihiv, Ucraina.

## Demografie
Componența lingvistică a localității Mîlnîkî
     Ucraineană (97,13%)
     Rusă (2,87%)
Conform recensământului din 2001, majoritatea populației localității Mîlnîkî era vorbitoare de ucraineană (97,13%), existând în minoritate și vorbitori de rusă (2,87%).